# Frank Borzage
Frank Borzage (23. dubna 1894 – 19. června 1962) byl americký filmový režisér a herec. Narodil se v Salt Lake City italskému otci a švýcarské matce. V roce 1912 začal v Hollywoodu pracovat jako herec, čemuž se věnoval pouze do roku 1917 (přesto hrál v několika desítkách filmů). Jako režisér debutoval v roce 1915 snímkem The Pitch o' Chance. Později režíroval například filmy V sedmém nebi (1927) a Anděl ulice (1928). Za první z nich obdržel vůbec prvního Oscara za nejlepší režii. Zemřel na rakovinu ve věku 68 let.